# 7388 Marcomorelli
A 7388 Marcomorelli (ideiglenes jelöléssel (7388) 1982 FS3) a Naprendszer kisbolygóövében található aszteroida. Henri Debehogne fedezte fel 1982. március 23-án.